# Pigen med nålen
Pigen med nålen (conocida en países hispanohablantes como La chica de la aguja) es una película dramática polaco-danesa de 2024 dirigida por Magnus von Horn, a partir de un guion escrito por von Horn y Line Langebek. Se basa muy libremente en la historia real de la asesina en serie danesa Dagmar Overbye, quien ayudó a mujeres empobrecidas a interrumpir embarazos no deseados y fue sentenciada a muerte en 1921, pero luego la pena de muerte se conmutó por cadena perpetua. 
La película fue seleccionada para competir por la Palma de Oro en el 77.º Festival de Cine de Cannes.Fue nombrada una de las cinco mejores películas internacionales de 2024 por la National Board of Review. Ha sido nominada a Mejor Película Internacional en los  Premios Globo de Oro y en la 97.ª edición de los Premios Óscar.

## Sinopsis
En Copenhague, Karoline, una joven embarazada, asume el puesto de nodriza de una mujer mayor llamada Dagmar para ayudarla a mantenerse. Dagmar opera una agencia de adopción clandestina bajo la apariencia de una tienda de dulces, ayudando a madres desfavorecidas a colocar a sus recién nacidos no deseados en hogares de acogida. Karoline se acerca a Dagmar, pero pronto se enfrenta a la realidad de pesadilla en la que entró sin saberlo.

## Reparto
- Vic Carmen Sonne como Karoline
- Trine Dyrholm como Dagmar
- Besir Zeciri como Peter
- Joachim Fjelstrup como Jørgen
- Tessa Hoder como Frida
- Avo Knox Martin como Erena
- Anders Hove como el juez
- Ari Alexander como Svendsen

## Producción
La película fue producida por Malene Blenkov para Nordisk Film Denmark y Mariusz Wlodarski para Lava Films (Polonia), en coproducción con Nordisk Film (Suecia).

## Lanzamiento

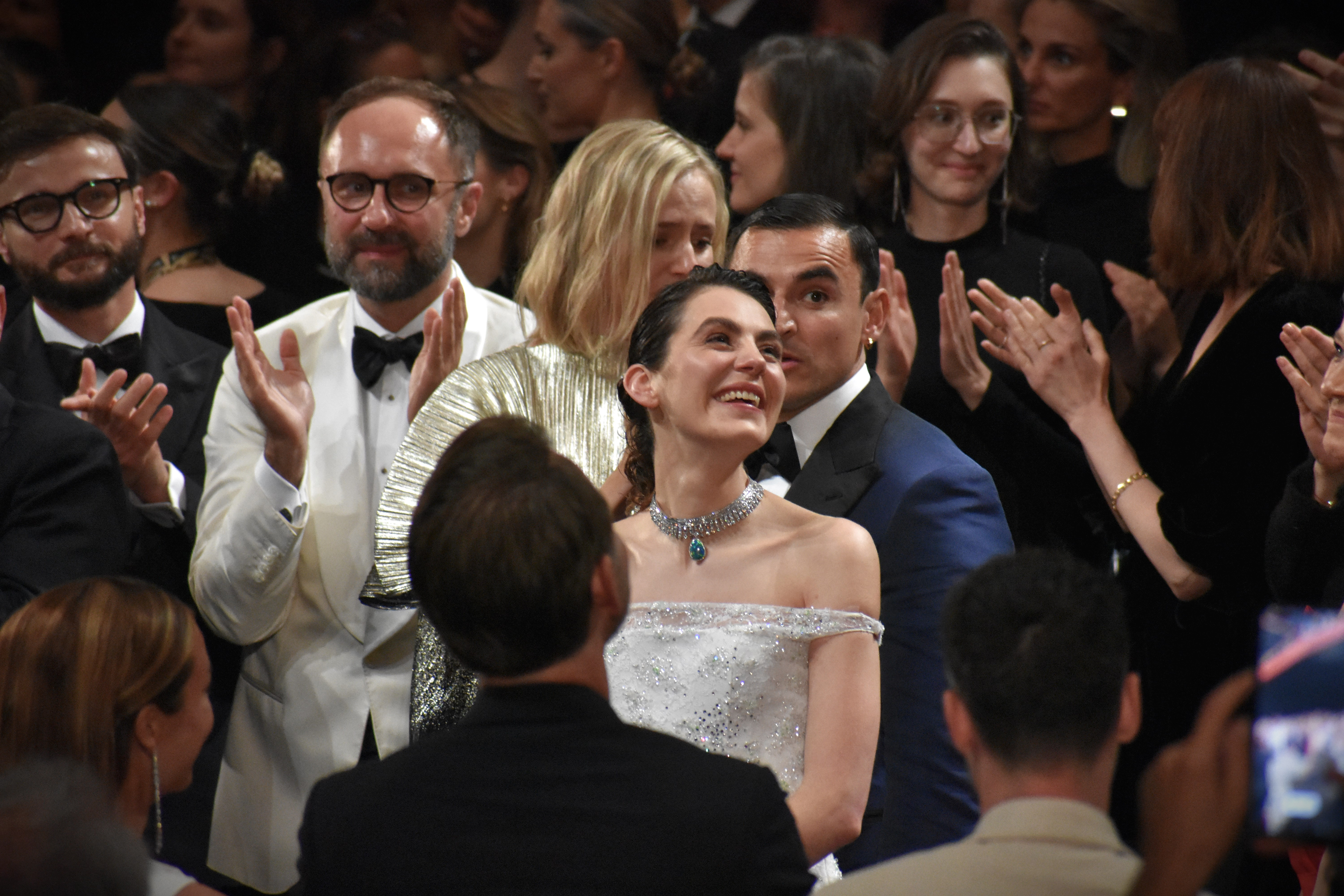
Ovación de La chica de la aguja en el Festival de Cannes.

La película fue seleccionada para competir por la Palma de Oro en el Festival de Cine de Cannes de 2024 , donde tuvo su estreno mundial el 15 de mayo de 2024. Hizo su estreno en América del Norte en la sección Presentaciones Especiales en el 49.º Festival Internacional de Cine de Toronto el 5 de septiembre de 2024. La película también ha sido seleccionada para el Festival de Cine MAMI Mumbai 2024 , donde se proyectará en la sección Cine Mundial.
Las ventas internacionales estuvieron a cargo de The Match Factory, cuya empresa matriz Mubi adquirió los derechos de distribución de la película para América del Norte y América Latina, Reino Unido, Irlanda, Alemania, Austria, Italia, Turquía e India unos días después de su estreno. La película se estrenó en Nueva York y Los Ángeles el 6 de diciembre de 2024. Gutek Film tiene previsto distribuir la película en Polonia el 17 de enero de 2025, bajo el título Dziewczyna z igłą. Nordisk Film Distribution tiene previsto estrenar la película en Dinamarca el 23 de enero de 2025.

## Recepción

### Premios y nominaciones
| Premios                        | Fecha                    | Categoría                                                         | Nominado/a                                                                                 | Resultado | Ref.          |
| ------------------------------ | ------------------------ | ----------------------------------------------------------------- | ------------------------------------------------------------------------------------------ | --------- | ------------- |
| Premios Oscar                  | 2 de marzo de 2025       | Mejor Película Internacional                                      | Dinamarca                                                                                  | Nominada  |               |
| Festival de Cannes             | 25 de mayo de 2024       | Palme d'Or                                                        | Magnus von Horn                                                                            | Nominado  | [ 6 ]         |
| Camerimage                     | 23 de noviembre de 2024  | Rana de Oro                                                       | Michał Dymek                                                                               | Ganador   | [ 7 ] [ 8 ]   |
| Premios del Cine Europeo       | 7 de diciembre de 2024   | Mejor Actriz Europea                                              | Trine Dyrholm                                                                              | Nominada  | [ 9 ] [ 10 ]  |
| Premios del Cine Europeo       | 7 de diciembre de 2024   | Mejor Actriz Europea                                              | Vic Carmen Sonne                                                                           | Nominado  | [ 9 ] [ 10 ]  |
| Premios del Cine Europeo       | 7 de diciembre de 2024   | Mejor Guion Europeo                                               | Magnus von Horn y Line Langebek                                                            | Nominados | [ 9 ] [ 10 ]  |
| Premios del Cine Europeo       | 7 de diciembre de 2024   | Mejor Diseño de Producción                                        | Jagna Dobesz                                                                               | Ganadora  | [ 11 ] [ 12 ] |
| Premios del Cine Europeo       | 7 de diciembre de 2024   | Mejor Compositor Europeo                                          | Frederikke Hoffmeier                                                                       | Ganador   | [ 11 ] [ 12 ] |
| Premios Globos de Oro          | 5 de enero de a2025      | Mejor Película en Lengua Extranjera                               | La chica de la aguja                                                                       | Nominada  | [ 13 ]        |
| Golden Reel Awards             | 23 de febrero de 2025    | Logro destacado en edición de sonido – Largometraje internacional | Morten Pilegaard, Oskar Skriver, Christian Roed Dalsgaard, Patrick Ghislain, Julien Naudin | Pendiente | [ 14 ]        |
| Gdynia Film Festival           | 27 de septiembre de 2024 | Premio de festivales y reseñas de cine polaco en el extranjero    | Magnus von Horn                                                                            | Ganador   | [ 15 ]        |
| Gdynia Film Festival           | 27 de septiembre de 2024 | Premio del Jurado Joven                                           | Magnus von Horn                                                                            | Ganador   | [ 15 ]        |
| Gdynia Film Festival           | 27 de septiembre de 2024 | Premio de la red de cines Arthouse                                | Magnus von Horn                                                                            | Ganadora  | [ 15 ]        |
| Gdynia Film Festival           | 27 de septiembre de 2024 | Premio de Periodismo                                              | Magnus von Horn                                                                            | Ganador   | [ 15 ]        |
| Gdynia Film Festival           | 27 de septiembre de 2024 | Premio al Mejor Casting                                           | Tanja Grunwald                                                                             | Ganador   | [ 15 ]        |
| Gdynia Film Festival           | 28 de septiembre de 2024 | León de Platq                                                     | La chica de la aguja                                                                       | Ganadora  | [ 16 ]        |
| Gdynia Film Festival           | 28 de septiembre de 2024 | Mejor Actriz de Reparto                                           | Trine Dyrholm                                                                              | Ganadora  | [ 16 ]        |
| Gdynia Film Festival           | 28 de septiembre de 2024 | Mejor Fotografía                                                  | Michał Dymek                                                                               | Ganador   | [ 16 ]        |
| Gdynia Film Festival           | 28 de septiembre de 2024 | Mejor Música                                                      | Frederikke Hoffmeier                                                                       | Ganador   | [ 16 ]        |
| Gdynia Film Festival           | 28 de septiembre de 2024 | Mejor Dirección de Arte                                           | Jagna Dobesz                                                                               | Ganadora  | [ 16 ]        |
| Gdynia Film Festival           | 28 de septiembre de 2024 | Mejor Diseño de Producción                                        | Małgorzata Fudala                                                                          | Ganadora  | [ 16 ]        |
| National Board of Review       | 7 de enero de 2025       | Top 5 Películas Internacionales                                   | La chica de la aguja                                                                       | Ganadora  | [ 17 ]        |
| San Diego Film Critics Society | 9 de diciembre de 2024   | Mejor Película Extranjera                                         | La chica de la aguja                                                                       | Nominada  | [ 18 ]        |
| Seville European Film Festival | 16 de noviembre de 2024  | Mejor Director                                                    | Magnus von Horn                                                                            | Ganador   | [ 19 ]        |
| Seville European Film Festival | 16 de noviembre de 2024  | Mejor Actriz                                                      | Trine Dyrholm                                                                              | Ganadora  | [ 19 ]        |
| Seville European Film Festival | 16 de noviembre de 2024  | Mejor Fotografía                                                  | Michał Dymek                                                                               | Ganador   | [ 19 ]        |
| Seville European Film Festival | 16 de noviembre de 2024  | Mejor Dirección de Arte                                           | Jagna Dobesz                                                                               | Ganadora  | [ 19 ]        |